# Frankie Stein
Frankie Stein é uma personagem fictícia da franquia de bonecas Monster High, fabricada pela Mattel, uma das personagens principais da franquia, e filha do Frankenstein.  Ela foi criada e desenvolvida por Garrett Sander.  Nos Estados Unidos, sua voz é desempenhada por Kate Higgins em todos os meios de comunicação. No Brasil, sua voz é desempenhada por Luciana Baroli.  A personagem estrela uma diversidade de produtos, além das bonecas da Mattel, e se tornou uma das mais populares personagens da franquia Monster High. 

## Desenvolvimento
Monster High começou a ser desenvolvido por Sander em 2007, que na época, fazia parte do setor de embalagens da Mattel. Ele propôs o projeto para a empresa de brinquedos, que deu três anos para que ele pudesse desenvolver algum projeto interessante. Uma equipe de 20 pessoas trabalharam durante os três anos na produção das bonecas de Monster High, para que o projeto pudesse ser apresentado para a Mattel.  Em 23 de outubro de 2007, o nome Frankie Stein foi registrado pela Mattel, junto com outros nomes de personagens. Monster High foi desenvolvido para cativar meninas de 8 a 12 anos, um público que a Mattel tinha problemas para conquistar na época.  Frankie foi criada para ser a personagem principal de Monster High, no entanto, de acordo com o passar do tempo, a Mattel decidiu que seria mais interessante ter várias protagonistas do que somente uma. Ainda assim, ela ganhou grande destaque na websérie e nos especiais, até mais do que outras personagens como Cleo de Nile e Lagoona Blue.

### Voz
Na dublagem original, a atriz de voz Kate Higgins desempenha a personagem em todos os meios de comunicação, enquanto no Brasil, Luciana Baroli faz a voz da personagem, tanto na websérie como em especiais e comerciais em que a personagem aparece.

## História de monstro
Frankenstein ou o Moderno Prometeu, mais conhecido simplesmente por Frankenstein, é um romance de terror gótico com inspirações do movimento romântico, de autoria de Mary Shelley, escritora britânica nascida em Londres. O romance relata a história de Victor Frankenstein, um estudante de ciências naturais que constrói um monstro em seu laboratório. Mary Shelley escreveu a história quando tinha apenas 19 anos, entre 1816 e 1817, e a obra foi primeiramente publicada em 1818, sem crédito para a autora na primeira edição. Atualmente costuma-se considerar a versão revisada da terceira edição do livro, publicada em 1831, como a definitiva.
O romance obteve grande sucesso e gerou todo um novo gênero de horror, tendo grande influência na literatura e cultura popular ocidental.

## Aparições

### Produtos
Frankie Stein foi registrada em 23 de outubro de 2007 e sua primeira boneca saiu no início de julho de 2010. Como personagem principal da franquia, Frankie contém muitas mercadorias em seu nome. Ela fez sua estreia em julho de 2010, e foi uma das bonecas mais vendidas da franquia.  Ela também tem roupas de Halloween, que são um sucesso de vendas em países como Estados Unidos e Europa.  Ela também esta presente em uma famosa linha de pelúcias das personagens de Monster High, e quase sempre esta na capa da revista da franquia.

### Vídeo musical
Frankie faz diversas aparições no vídeo musical da franquia, nomeado como Fright Song. No inicio da música, ela é citada na frase "Hey, Frankie got me falling apart", que significa Hey, Frankie Stein vai cair aos pedaços, um trocadilho, ao fato de suas suturas sempre abrirem, fazendo com que partes do seu corpo acabem caindo. Ela também comanda a dança junto com as outras personagens de Monster High, e é vista nos corredores de Monster High em certa parte do vídeo.

### Websérie
Frankie Stein é uma das personagens principais da websérie de Monster High, e é dublada por Kate Higgins. Assim como todas as personagens principais, ela fez sua primeira aparição no episódio Os Jaundice Brothers. Ela só tinha oito anos de vida neste episódio. Ela é uma aluna nova em Monster High, e rapidamente vira amiga de Draculaura, e algum tempo depois, consegue um grupo de amigas. Frankie é amigável, doce e educada com um traço desajeitado. Ela é a mais ingênua de todas as meninas, sendo tão jovem, então ela tenta aprender tudo o que puder sobre o mundo através de revistas para adolescentes monstros, apesar de seus conselhos muitas vezes causarem momentos difíceis para ela. Apesar dos contratempos, ela se mantém otimista, esperançosa e determinada a encontrar o seu lugar dentro de Monster High. Frankie pode também ser insegura e reagir muito rapidamente, como instantaneamente ela rotula Abbey Bominable como rude, e acusa um de seus amigos de ser o Babado Fantasma. Ela também desenrola um romance com Jackson Jekyll durante os episódios.

### Livros
Frankie Stein é um personagem da série de livros de Monster High, feita por Lisi Harrison, baseada na Frankie Stein na linha de boneca. Mesmo não tendo um ano de idade, Frankie é, em sua maior parte, ingênua. Ela não chega a entender muito do mundo, especialmente por causa da Draculaura, que fica sempre escondida. Ela é alegre, educada, e tenta ficar otimista sobre qualquer situação, mas está propensa a mesma angústia emocional, como qualquer adolescente. Os únicos parentes vivos de Frankie são seus pais, Vikor e Viveka Stein. Seus pais são, inicialmente, um pouco céticos sobre a causa de Frankie de eunir aos normies e a Draculaura, mas eles acabam sendo alguns de seus maiores apoiadores. Eles amam Frankie, e fazem o que podem para lhe ensinar sobre a vida. Frankie primeiro fez amizade com Lala, Blue, Clawdeen e Cleo, um grupo de meninas. Como seus pais, elas foram contra o desejo de Frankie para unir os monstros com os normies, mas apoiou ela no final. Frankie também se tornou uma boa amiga de Billy Phaidin, como ele foi o primeiro a mostrar seu apoio. Os dois quase acabaram sendo um casal, mas decidiu que era melhor como amigos depois de tudo. Frankie desenvolveu uma paixão por Brett Redding, um menino normie, personagem exclusivo do livro.

### Especiais para TV
Frankie é destaque em todos os especiais de Monster High.

### Filmes
No reboot e live-action musical Monster High: The Movie, Frankie é filho dos cientistas loucos Dr. Mary e Dr. Victor Stein, criado usando "as melhores e mais brilhantes mentes da história dos monstros". Ao contrário das iterações anteriores, seu gênero é não binário e usa pronomes neutros elu (originalmente they/them em inglês). Frankie também tem uma perna esquerda cibernética padrão e várias próteses personalizáveis que eles usam na série de TV. Esta iteração de Frankie também tem pele azul em vez de verde e não tem parafusos no pescoço, já que este reboot não é produzido em parceria com a Universal Pictures, que detém os direitos do design do monstro de Frankenstein.
No primeiro filme live-action, Frankie identifica as seguintes pessoas como parte de sua composição:
- Albert Einstein (pedaço de cérebro)
- Marie Curie (pedaço de cérebro)
- Platão (pedaço de cérebro)
- Elizabeth J. Feinler (indiretamente, pedaço de cérebro; ainda viva na realidade)
- Alan Turing (córtex)
- William Shakespeare (coração)
- Frida Kahlo (mão direita)